# Vincent Gallo
Vincent Gallo   (Buffalo, 11 d'abril de 1961) és un actor, cineasta i músic estatunidenc. Ha guanyat diversos guardons, entre ells una Copa Volpi per la millor interpretació masculina, i ha estat nominat a la Palma d'Or, al Lleó d'Or i al Cavall de Bronze.

## Trajectòria
Després d'una infantesa fent algun encàrrec per a la màfia local, Gallo va començar la seva carrera com a corredor de motos de Fórmula TT. Va arribar a ser un pintor i músic d'èxit, treballant amb Jean-Michel Basquiat i Lukas Haas. Més endavant, Gallo es va convertir en actor i va participar en pel·lícules com El somni d'Arizona (1993), La casa dels esperits (1993), Palookaville (1995), El funeral (1996), Freeway II: Confessions of a Trickbaby (1999), Trouble Every Day (2001), Stranded (2001), Tetro (2009), Metropia (2009) i La leggenda di Kaspar Hauser (2012).
Com a cineasta, Gallo va dirigir, escriure i protagonitzar tres pel·lícules independents, Buffalo '66 (1998), The Brown Bunny (2003) i Promises Written in Water (2010). També ha dirigit i protagonitzat nombrosos curtmetratges, entre ells The Agent (2010), i diversos videoclips, com «Going Inside» de John Frusciante, «Cosmopolitan Bloodloss» de Glassjaw i «99 Problems» de Jay-Z. Gallo ha publicat diversos enregistraments en solitari amb Warp Records. Com a model ha estat fotografiat per a diverses marques de moda com Calvin Klein, H&M amb Eva Herzigová, Supreme, G-Star Raw, Persol i Yves Saint Laurent.
El treball de Gallo ha merescut un reconeixement de culte, especialment al Japó. Les seves actuacions en directe han estat àmpliament elogiades per la crítica, mentre que el seu treball com a director ha provocat opinions dividides. Entre els aficionats al treball de Gallo s'hi compten Jean-Luc Godard, John Waters, Werner Herzog, Claire Denis, David Lowery i Robert Pattinson.

## Vida personal

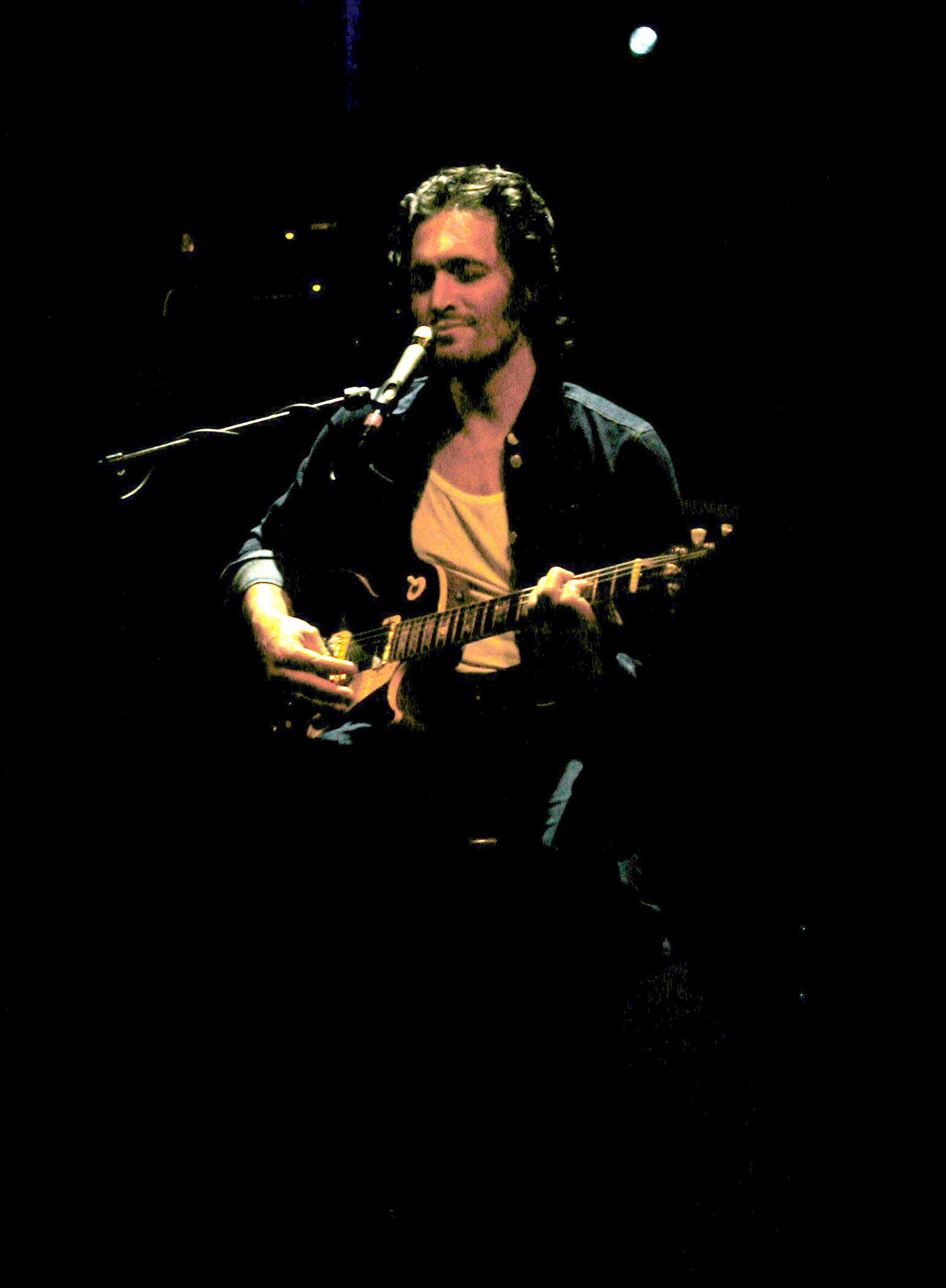
Gallo tocant el 2005

Gallo viu a l'estat d'Arizona en una mansió de 3,25 milions de dòlars a Tucson. Gallo era propietari d'un condomini a la Trump Tower de Nova York, així com d'apartaments en edificis dissenyats per Jean Nouvel i Richard Meier. Gallo és abstemi i és col·leccionista de vinils i equips de so d'abans de la Segona Guerra Mundial.
Durant la seva joventut, Gallo va ser amic de l'escriptor William S. Burroughs i va viure a la seva casa durant sis mesos. Gallo també va conèixer al poeta John Giorno, que vivia amb Burroughs en aquella època. Al llarg de les seves vides, Burroughs i Gallo van intercanviar postals, cartes i mixtapes. La Universitat Estatal d'Ohio té una de les cartes de Gallo a Burroughs entre la seva col·lecció d'arxius.
El 1984, Gallo va estar casat amb una dona durant només 10 setmanes, abans que la seva relació s'acabés. Gallo va sortir una vegada amb la celebritat Paris Hilton, i ha mantingut amistats amb el músic Johnny Ramone (abans de la mort d'aquest el 2004), el músic John Frusciante i l'actriu Milla Jovovich.
Al seu lloc web, Gallo s'ofereix com a escorta per a dones per 50.000 dòlars, i ven el seu esperma per 1.000.000 de dòlars. El seu lloc web ha estat qualificat de satíric per mitjans com The Daily Wire i ha provocat el menyspreu d'altres mitjans com The Guardian.

### Política
Gallo és republicà de tota la vida i conservador. Té opinions contra l'avortament, contra les drogues i la pornografia. És un admirador del president Richard Nixon, a qui descriu com un «intel·lectual». Gallo afirma haver conegut a Nixon quan tenia sis anys, durant el temps en què vivia amb Burroughs.
El 2004 Gallo va aparèixer al documental Rated R: Republicans in Hollywood, parlant de la discriminació política a què s'ha enfrontat a la indústria cinematogràfica com a conservador. També va parlar al Women's National Republican Club, on va expressar el seu suport al president George W. Bush dient que «saps que els Estats Units tenen un gran president quan els francesos l'odien!».
El 2018 Gallo va expressar el seu suport al president Donald Trump. El 2022 també va elogiar el senador demòcrata Kyrsten Sinema com un polític «de ment oberta i reflexiu» que «afegeix diversitat ideològica productiva i equilibri al nostre bell país», i va donar 250 dòlars a la campanya del representant republicà Juan Ciscomani. L'agost de 2024, Gallo es va reunir amb Trump i el va avalar a les eleccions presidencials dels Estats Units de 2024 mentre el considerava «el president més gran que els EUA hagin parit mai».

## Discografia

### Àlbums
- It Took Several Wives (1982, Family Friend Records) com a Bohack
- The Way It Is Soundtrack (1984, Rojo Records)
- Buffalo '66 Soundtrack (1998, Will Records)
- When (2001, Warp Records)
- Recordings of Music for Film (2002, Warp Records)
- Butterfly (2025, Family Friend Records) (amb Harper Simon)

### EP
- So Sad (2001, Warp Records)

## Obra publicada
- Vincent Gallo: Paintings and Drawings, 1982-1988.  Kyoto Shoin, 1989. ISBN 978-4763685230. OCLC 21964055.
- Vincent Gallo 1962-1999.  Petit Grand Publishing, Inc., 1999. ISBN 978-4309903538. OCLC 52101992.
- Live, Love, Drive: Photographs By Vincent Gallo.  Little More, 1999. ISBN 978-4898150092.

### Il·lustració
- Franck Pavloff. Brown Morning. Japanese.  大月書店, 2003. ISBN 9784272600472.